# Back to Life (canção de Alicia Keys)
"Back to Life" é uma música da cantora e compositora americana Alicia Keys, lançada em 1 de setembro de 2016, para a trilha sonora do filme de drama biográfico Queen of Katwe (em português: Rainha de Katwe) dirigido por Mira Nair. A música foi escrita por Alicia Keys, Illangelo e Billy Walsh. A produção da música foi feita por Keys e Illangelo.

## Créditos da Canção

### Músicos
- Alicia Keys - vocais principais, vocais de apoio, composição
- Billy Walsh - composição
- Carlo Montagnese - composição
- Carlos Alomar - guitarra acústica
- Ty "Musicanman Ty" Johnson - baixo

### Produção
- Alicia Keys - produção
- Carlo "Illangelo" Montagnese - produção, engenharia, engenharia de mixagem, engenharia de som
- Ann Micieli -  engenharia, engenharia de som
- Brendan Morawski - assistente de engenharia
- Jon Schacter - assistente de engenharia
- Sean Klein - assistente de engenharia

## Faixas e formatos
| Download Digital |                                                 |         |  |
| N.º              | Título                                          | Duração |  |
| 1.               | "Back To Life" (From Disney's "Queen of Katwe") | 4:52    |  |

## Desempenho nas tabelas musicais

### Posições
| Tabela musical (2016)                                | Melhor posição |
| ---------------------------------------------------- | -------------- |
| Estados Unidos (R&B Digital Songs Sales) (Billboard) | 24             |

## Histórico de lançamento
| País  | Data                  | Formato          | Gravadora       |
| ----- | --------------------- | ---------------- | --------------- |
| Mundo | 1 de Setembro de 2016 | Download digital | Sony Music, RCA |
| Mundo | 1 de Setembro de 2016 | Streaming        | Sony Music, RCA |